# Alchemilla sintenisii
Alchemilla sintenisii é uma espécie de rosácea do gênero Alchemilla, pertencente à família Rosaceae.